# Hidetoshi Nagasawa
Hidetoshi Nagasawa (長澤 英俊 Nagasawa Hidetoshi?, Tonei, Manchuria, 30 de octubre de 1940 – 24 de marʐo de 2018) fue un escultor y arquitecto japonés, que vivió en Italia desde 1967 hasta su muerte en 2018.
Nagasawa se graduó de arquitectura en Tokyo en 1963. En 1966, se embarcó en un largo viaje en bicicleta por Asia y Europa, llegando finalmente a Milán, donde decidió establecerse definitivamente en 1968. En 1979, fundó la Casa degli Artisti en Milán junto con Luciano Fabro y Jole De Sanna.
Las esculturas de Nagasawa estaban hechas de materiales como papel, madera, piedra y metal, e incorporaban elementos culturales y religiosos de Oriente y Occidente. En la década de los 80, comenzó a crear sus primeros ambientes, explorando la relación entre la escultura y la arquitectura.
Nagasawa fue profesor en la Nueva Academia de Bellas Artes de Milán. Participó en la Bienal de Venecia en 1972, 1976, 1982 y 1988. Fue invitado a la Documenta 9 de Kassel en 1992 y en 2006 participó en la XII Bienal de Escultura de Carrara. También ha realizado exposiciones individuales en el Padiglione d'Arte Contemporanea de Milán (1988), la Galleria Comunale de Bolonia (1993) y la Fundación Pilar y Joan Miró de Mallorca (1996).